# 1754 en France
Chronologie de la France
- 1750
- 1751
- 1752
- 1753
- 1754
- 1755
- 1756
- 1757
- 1758

Cette page concerne l’année 1754 du calendrier grégorien.

## Événements
- 16 février : ordonnance du maréchal de Richelieu prescrivant des dispositions militaires contre les assemblées des protestants en Languedoc, publiée à Montpellier. Surprise d’une assemblée protestante à la Calmette, près de Dions[1].

- 9 mai : le marquis d’Argenson réfléchit à un système de spiritualité qui bannirait « tout prêtre, tout sacerdoce, toute révélation, tout mystère »[2].
- 28 mai : affaire Jumonville. Le meurtre par les Britanniques de l’officier Jumonville dans la vallée de l’Ohio choque Versailles[3].

- 28 juillet : Louis XV retire les finances à Marchault, détesté par l’opposition (il garde les Sceaux), pour amadouer les parlementaires rétifs. Marchault devient secrétaire d’État à la marine (1754-1757) en remplacement de Rouillé qui reçoit le secrétariat d’État pour les affaires étrangères après la mort de Saint-Contest[3]. Commence une période d’instabilité ministérielle aux finances.
- 30 juillet : Jean Moreau de Séchelles est nommé contrôleur général des Finances (1754-1756)[4]. Après le départ de Marchault, les contrôleurs généraux des Finances se succèdent de façon accélérée, témoignage de la déstabilisation du système politique.
- 17 août : le pasteur protestant Étienne Tessier, dit Lafage, arrêté à Monoblet par les dragons du roi le 4 août, est exécuté à Montpellier[1].
- 23 août : naissance à Versailles du duc de Berry, futur Louis XVI[3].

- 2 septembre : le roi rappelle et amnistie le Parlement[5], qui rentre à Paris le 4 septembre et enregistre le lendemain une déclaration royale prescrivant le silence sur toutes les affaires relatives à la bulle Unigenitus[3]. L’archevêque de Paris Beaumont, qui n’entend pas céder sur l’exigence des billets de confession, est exilé hors de Paris par le roi le 3 décembre[6].
- 17 septembre : un arrêt du Conseil permet la libre circulation des grains à l’intérieur du royaume et autorise leur exportation par deux ports des provinces du midi[4].
- 26 septembre : Bourgeois de Boynes devient intendant de Franche-Comté (1754-1761)[7].
- 14 octobre : Dupleix est contraint de quitter les Indes pour la France[8].
- Novembre : émission de 2,4 millions de livres de rentes viagères au principal de 24 millions[4].
- 26 décembre : traité de Sadras signé par Charles Godeheu et Thomas Saunders qui interdit aux compagnies britanniques et françaises toute activité politique en Inde. L’activité doit être strictement commerciale[8].